# Leurotrigona muelleri
Leurotrigona muelleri là một loài Hymenoptera trong họ Apidae. Loài này được Friese mô tả khoa học năm 1900.